# Adam Sollazzo
Adam Sollazzo (Tampa, 24 aprile 1990) è un ex cestista statunitense con cittadinanza italiana, professionista in Europa e in Sud America.

## Caratteristiche tecniche
Giocatore versatile, gioca principalmente come playmaker o guardia tiratrice, ma all'occorrenza può occupare il ruolo di ala piccola o addirittura di ala grande in quintetti "piccoli". La sua altezza garantisce inoltre fisicità e capacità di 1vs1 sia come realizzatore, che per liberare spazio per i compagni. È inoltre apprezzato per le sue doti atletiche che garantiscono spettacolarità nelle giocate.

## Carriera

### College
Trascorre gli anni del college alla East Tennessee State University, con cui vince diversi premi a livello di conference e nell'anno da senior in 34,9 minuti di media gioca a 15 punti a partita.

### Professionista
Dopo alcuni provini infruttuosi con i New York Knicks e gli Atlanta Hawks, approda in Europa, andando inizialmente a vestire la maglia del Baschet Club Timișoara, nella Divizia A, per poi passare a dicembre nella ProA tedesca con la maglia dell'Uni-Riesen Leipzig, con cui mantiene una media di 19 punti nelle 14 partite giocate. Nell'estate del 2013 firma per il Basket Ravenna Piero Manetti, partecipante al campionato di Divisione Nazionale A Silver 2013-2014, con cui disputa un altro ottimo campionato (19,68 punti a partita). Rimane in Italia anche nelle due successive stagioni, sempre nella seconda serie, rispettivamente con la Pallacanestro Chieti e l'Unione Sportiva Basket Recanati, con la quale però non termina la stagione, firmando a marzo 2016 in Argentina con l'Asociación Deportiva Atenas, compagine militante nella massima divisione nazionale. In estate fa ritorno in Italia, questa volta con la maglia della Blu Basket 1971 di Treviglio, concludendo il campionato a 16,4 punti di media. Il 20 luglio 2017 viene ufficializzato l'accordo con la Pallacanestro Orzinuovi, neo promossa in Serie A2. L'8 febbraio 2018 lascia la società orceana, sostituito da Adam Smith. Torna a referto il 24 marzo 2018 nella partita contro Bergamo Basket. Dopo qualche mese di inattività, il 5 gennaio 2019 firma in Francia allo Chartres, militante in Pro B. Il 30 luglio si trasferisce in Spagna, dove firma per San Sebastián.Nel Marzo 2022 firma un contratto per la Gema Montecatini Terme, squadra di vertice del campionato di serie C Gold Toscana.

## Palmarès

### Squadra
- Copa Princesa de Asturias: 2

San Sebastián: 2020
Breogán: 2021

### Individuale
- First-team Atlantic Sun Conference: 1

2012